# Angelsbruck (Fraunberg)
Angelsbruck ist ein Ortsteil der Gemeinde Fraunberg, Landkreis Erding, Oberbayern.

## Lage
Der Weiler liegt rund zwei Kilometer südwestlich von Fraunberg. 